# دانه‌کاری دقیق
در کشاورزی، دانه‌کاری دقیق یا بذرکاری دقیق (به انگلیسی: Precision seeding) روشی برای دانه‌کاری است که شامل قرار دادن بذر در فاصله و عمق دقیق است. این کار برخلاف بذرافشانی است که در آن بذر در یک منطقه پراکنده می‌شود.